# 33. Dáil
Der 33. Dáil wurde am 8. Februar 2020 gewählt. Insgesamt 160 Abgeordnete (Teachtaí Dála) wurden in 43 Wahlkreisen mit dem Verfahren der übertragbaren Einzelstimmgebung (single transferable vote) bestimmt.

## Wahlausgang
siehe: Wahlen zum Dáil Éireann 2020

Sitzverteilung im 33. Dáil

Der Dáil Éireann kam erstmals am 20. Februar 2020 zur konstituierenden Sitzung zusammen. Als Vorsitzender des Dáils (Ceann Comhairle) wurde Seán Ó Fearghaíl (Fianna Fáil) Amt gewählt. Seine Vertretung (Leas-Cheann Comhairle) wurde Catherine Connolly (Unabhängige).
Die Parteien Fine Gael, Fianna Fáil und die Green Party bildeten die Regierung. Es wurde vereinbart, dass die Rollen des Taoiseach und des Tánaiste zur Hälfte der Legislatur zwischen den beiden großen Parteien getauscht werden sollte. So wurde Micheál Martin der Fianna Fáil am 27. Juni 2020 zum Regierungschef gewählt (siehe: Regierung Martin I). Leo Varadkar wurde Tánaiste. Am 17. Dezember 2022 wurde dann der Wechsel vollzogen: Der Dáil wählte Varadkar zum Taoiseach (siehe: Regierung Varadkar II). Tánaiste wurde Martin. Im März 2024 erklärte Varadkar dann, dass er vom Amt des Taoiseach zurücktreten würde. So wurde am 9. April 2024 Simon Harris zu dessen Nachfolger (siehe: Regierung Harris). Harris erklärte auf den öffentlichen Druck hin, dass es im November 2024 Neuwahlen geben würde.
Oppositionsführerin (Ceannaire an Fhreasúra) wurde Mary Lou McDonald von der Sinn Féin.
| Partei | Partei                                | Vorsitzende/r im Dáil                               | Feb. 2020: gewählte Teachtaí Dála | Nov. 2024: Teachtaí Dála | Veränderung |
| ------ | ------------------------------------- | --------------------------------------------------- | --------------------------------- | ------------------------ | ----------- |
|        | Fianna Fáil                           | Micheál Martin zugleich Taoiseach/Tánaiste          | 38                                | 35                       | −3          |
|        | Sinn Féin                             | Mary Lou McDonald zugleich Leader of the Opposition | 37                                | 33                       | −4          |
|        | Fine Gael                             | Leo Varadkar zugleich Taoiseach/Tánaiste            | 35                                | 32                       | −3          |
|        | Green Party                           | Roderic O’Gorman                                    | 12                                | 12                       | –           |
|        | Labour Party                          | Alan Kelly                                          | 6                                 | 6                        | –           |
|        | Social Democrats                      | Róisín Shortall und Catherine Murphy                | 6                                 | 6                        | −           |
|        | People Before Profit/Solidarity       | (Kollektiv)                                         | 5                                 | 5                        | –           |
|        | Aontú                                 | Peadar Tóibín                                       | 1                                 | 1                        | –           |
|        | Independent Ireland                   | Michael Collins                                     | –                                 | 3                        | +3          |
|        | Independents 4 Change→Right to Change | Joan Collins                                        | 1                                 | 1                        | –           |
|        | Unabhängige                           |                                                     | 19                                | 20                       | +1          |
|        | Ceann Comhairle                       |                                                     |                                   | 1                        | +1          |
|        | vakant                                |                                                     |                                   | 5                        | +5          |
| Gesamt | Gesamt                                | 160                                                 | 160                               | 160                      | –           |

## Teachtaí Dála
| Wahlkreis            | Name                      | Porträt | Partei (Teilgruppe)               | Partei (Teilgruppe)                       | Partei (Teilgruppe)                   | Partei (Teilgruppe)                       | Im Amt seit       |
| Wahlkreis            | Name                      | Porträt | erstmals in den Dáil gewählt      | erstmals in den Dáil gewählt              | Parteizugehörigkeit zum Ende des Dáil | Parteizugehörigkeit zum Ende des Dáil     | Im Amt seit       |
| -------------------- | ------------------------- | ------- | --------------------------------- | ----------------------------------------- | ------------------------------------- | ----------------------------------------- | ----------------- |
| Carlow–Kilkenny      | Kathleen Funchion         |         |                                   | Sinn Féin                                 |                                       | 2024 in das Europäische Parlament gewählt | 10. März 2016     |
| Carlow–Kilkenny      | John McGuinness           |         |                                   | Fianna Fáil                               | Fianna Fáil                           | Fianna Fáil                               | 26. Juni 1997     |
| Carlow–Kilkenny      | Jennifer Murnane O’Connor |         |                                   | Fianna Fáil                               | Fianna Fáil                           | Fianna Fáil                               | 20. Februar 2020  |
| Carlow–Kilkenny      | Malcolm Noonan            |         |                                   | Green Party                               | Green Party                           | Green Party                               | 20. Februar 2020  |
| Carlow–Kilkenny      | John Paul Phelan          |         |                                   | Fine Gael                                 | Fine Gael                             | Fine Gael                                 | 9. März 2011      |
| Cavan–Monaghan       | Matt Carthy               |         |                                   | Sinn Féin                                 | Sinn Féin                             | Sinn Féin                                 | 20. Februar 2020  |
| Cavan–Monaghan       | Heather Humphreys         |         |                                   | Fine Gael                                 | Fine Gael                             | Fine Gael                                 | 9. März 2011      |
| Cavan–Monaghan       | Brendan Smith             |         |                                   | Fianna Fáil                               | Fianna Fáil                           | Fianna Fáil                               | 14. Dezember 1992 |
| Cavan–Monaghan       | Niamh Smyth               |         |                                   | Fianna Fáil                               | Fianna Fáil                           | Fianna Fáil                               | 10. März 2016     |
| Cavan–Monaghan       | Pauline Tully             |         |                                   | Sinn Féin                                 | Sinn Féin                             | Sinn Féin                                 | 20. Februar 2020  |
| Clare                | Joe Carey                 |         |                                   | Fine Gael                                 |                                       | Rücktritt 2024                            | 14. Juni 2007     |
| Clare                | Cathal Crowe              |         |                                   | Fianna Fáil                               | Fianna Fáil                           | Fianna Fáil                               | 20. Februar 2020  |
| Clare                | Michael McNamara          |         |                                   | Unabhängiger (Independent Group)          |                                       | 2024 in das Europäische Parlament gewählt | 20. Februar 2020  |
| Clare                | Violet-Anne Wynne         |         |                                   | Sinn Féin                                 |                                       | Unabhängige                               | 20. Februar 2020  |
| Cork East            | Pat Buckley               |         |                                   | Sinn Féin                                 | Sinn Féin                             | Sinn Féin                                 | 10. März 2016     |
| Cork East            | James O’Connor            |         |                                   | Fianna Fáil                               | Fianna Fáil                           | Fianna Fáil                               | 20. Februar 2020  |
| Cork East            | Seán Sherlock             |         |                                   | Labour                                    | Labour                                | Labour                                    | 14. Juni 2007     |
| Cork East            | David Stanton             |         |                                   | Fine Gael                                 | Fine Gael                             | Fine Gael                                 | 26. Juni 1997     |
| Cork North-Central   | Mick Barry                |         |                                   | People Before Profit/Solidarity           | People Before Profit/Solidarity       | People Before Profit/Solidarity           | 10. März 2016     |
| Cork North-Central   | Colm Burke                |         |                                   | Fine Gael                                 | Fine Gael                             | Fine Gael                                 | 20. Februar 2020  |
| Cork North-Central   | Thomas Gould              |         |                                   | Sinn Féin                                 | Sinn Féin                             | Sinn Féin                                 | 20. Februar 2020  |
| Cork North-Central   | Pádraig O’Sullivan        |         |                                   | Fianna Fáil                               | Fianna Fáil                           | Fianna Fáil                               | 3. Dezember 2019  |
| Cork North-West      | Michael Creed             |         |                                   | Fine Gael                                 | Fine Gael                             | Fine Gael                                 | 14. Juni 2007     |
| Cork North-West      | Aindrias Moynihan         |         |                                   | Fianna Fáil                               | Fianna Fáil                           | Fianna Fáil                               | 10. März 2016     |
| Cork North-West      | Michael Moynihan          |         |                                   | Fianna Fáil                               | Fianna Fáil                           | Fianna Fáil                               | 26. Juni 1997     |
| Cork South-Central   | Simon Coveney             |         |                                   | Fine Gael                                 | Fine Gael                             | Fine Gael                                 | 3. November 1998  |
| Cork South-Central   | Micheál Martin            |         |                                   | Fianna Fáil                               | Fianna Fáil                           | Fianna Fáil                               | 29. Juni 1989     |
| Cork South-Central   | Michael McGrath           |         |                                   | Fianna Fáil                               | Fianna Fáil                           | Fianna Fáil                               | 14. Juni 2007     |
| Cork South-Central   | Donnchadh Ó Laoghaire     |         |                                   | Sinn Féin                                 | Sinn Féin                             | Sinn Féin                                 | 10. März 2016     |
| Cork South-West      | Holly Cairns              |         |                                   | Social Democrats                          | Social Democrats                      | Social Democrats                          | 20. Februar 2020  |
| Cork South-West      | Michael Collins           |         |                                   | Unabhängiger (Rural Group)                |                                       | Independent Ireland                       | 10. März 2016     |
| Cork South-West      | Christopher O’Sullivan    |         |                                   | Fianna Fáil                               | Fianna Fáil                           | Fianna Fáil                               | 20. Februar 2020  |
| Donegal              | Pearse Doherty            |         |                                   | Sinn Féin                                 | Sinn Féin                             | Sinn Féin                                 | 30. November 2010 |
| Donegal              | Pádraig Mac Lochlainn     |         |                                   | Sinn Féin                                 | Sinn Féin                             | Sinn Féin                                 | 20. Februar 2020  |
| Donegal              | Charlie McConalogue       |         |                                   | Fianna Fáil                               | Fianna Fáil                           | Fianna Fáil                               | 9. März 2011      |
| Donegal              | Joe McHugh                |         |                                   | Fine Gael                                 |                                       | Unabhängiger                              | 14. Juni 2007     |
| Donegal              | Thomas Pringle            |         |                                   | Unabhängiger (Independent Group)          | Unabhängiger (Independent Group)      | Unabhängiger (Independent Group)          | 9. März 2011      |
| Dublin Bay North     | Richard Bruton            |         |                                   | Fine Gael                                 | Fine Gael                             | Fine Gael                                 | 9. März 1982      |
| Dublin Bay North     | Seán Haughey              |         |                                   | Fianna Fáil                               | Fianna Fáil                           | Fianna Fáil                               | 10. März 2016     |
| Dublin Bay North     | Denise Mitchell           |         |                                   | Sinn Féin                                 | Sinn Féin                             | Sinn Féin                                 | 10. März 2016     |
| Dublin Bay North     | Cian O’Callaghan          |         |                                   | Social Democrats                          | Social Democrats                      | Social Democrats                          | 20. Februar 2020  |
| Dublin Bay North     | Aodhán Ó Ríordáin         |         |                                   | Labour                                    |                                       | 2024 in das Europäische Parlament gewählt | 20. Februar 2020  |
| Dublin Bay South     | Chris Andrews             |         |                                   | Sinn Féin                                 | Sinn Féin                             | Sinn Féin                                 | 20. Februar 2020  |
| Dublin Bay South     | Ivana Bacik               |         | Nachwahl 2021 in Dublin Bay South | Nachwahl 2021 in Dublin Bay South         |                                       | Labour                                    | 13. Juli 2021     |
| Dublin Bay South     | Eoghan Murphy             |         |                                   | Fine Gael                                 |                                       | Rücktritt 2021                            | 9. März 2011      |
| Dublin Bay South     | Jim O’Callaghan           |         |                                   | Fianna Fáil                               | Fianna Fáil                           | Fianna Fáil                               | 10. März 2016     |
| Dublin Bay South     | Eamon Ryan                |         |                                   | Green Party                               | Green Party                           | Green Party                               | 10. März 2016     |
| Dublin Central       | Paschal Donohoe           |         |                                   | Fine Gael                                 | Fine Gael                             | Fine Gael                                 | 9. März 2011      |
| Dublin Central       | Gary Gannon               |         |                                   | Social Democrats                          | Social Democrats                      | Social Democrats                          | 20. Februar 2020  |
| Dublin Central       | Neasa Hourigan            |         |                                   | Green Party                               |                                       | Unabhängige                               | 20. Februar 2020  |
| Dublin Central       | Mary Lou McDonald         |         |                                   | Sinn Féin                                 | Sinn Féin                             | Sinn Féin                                 | 9. März 2011      |
| Dublin Fingal        | Alan Farrell              |         |                                   | Fine Gael                                 | Fine Gael                             | Fine Gael                                 | 9. März 2011      |
| Dublin Fingal        | Darragh O’Brien           |         |                                   | Fianna Fáil                               | Fianna Fáil                           | Fianna Fáil                               | 10. März 2016     |
| Dublin Fingal        | Joe O’Brien               |         |                                   | Green Party                               | Green Party                           | Green Party                               | 3. Dezember 2019  |
| Dublin Fingal        | Louise O’Reilly           |         |                                   | Sinn Féin                                 | Sinn Féin                             | Sinn Féin                                 | 10. März 2016     |
| Dublin Fingal        | Duncan Smith              |         |                                   | Labour                                    | Labour                                | Labour                                    | 20. Februar 2020  |
| Dublin Mid-West      | Emer Higgins              |         |                                   | Fine Gael                                 | Fine Gael                             | Fine Gael                                 | 20. Februar 2020  |
| Dublin Mid-West      | Gino Kenny                |         |                                   | People Before Profit/Solidarity           | People Before Profit/Solidarity       | People Before Profit/Solidarity           | 10. März 2016     |
| Dublin Mid-West      | Eoin Ó Broin              |         |                                   | Sinn Féin                                 | Sinn Féin                             | Sinn Féin                                 | 10. März 2016     |
| Dublin Mid-West      | Mark Ward                 |         |                                   | Sinn Féin                                 | Sinn Féin                             | Sinn Féin                                 | 3. Dezember 2019  |
| Dublin North-West    | Dessie Ellis              |         |                                   | Sinn Féin                                 | Sinn Féin                             | Sinn Féin                                 | 9. März 2011      |
| Dublin North-West    | Paul McAuliffe            |         |                                   | Fianna Fáil                               | Fianna Fáil                           | Fianna Fáil                               | 20. Februar 2020  |
| Dublin North-West    | Róisín Shortall           |         |                                   | Social Democrats                          | Social Democrats                      | Social Democrats                          | 14. Dezember 1992 |
| Dublin Rathdown      | Josepha Madigan           |         |                                   | Fine Gael                                 | Fine Gael                             | Fine Gael                                 | 10. März 2016     |
| Dublin Rathdown      | Catherine Martin          |         |                                   | Green Party                               | Green Party                           | Green Party                               | 10. März 2016     |
| Dublin Rathdown      | Neale Richmond            |         |                                   | Fine Gael                                 | Fine Gael                             | Fine Gael                                 | 20. Februar 2020  |
| Dublin South-Central | Joan Collins              |         |                                   | Independents 4 Change (Independent Group) |                                       | Right to Change (Independent Group)       | 9. März 2011      |
| Dublin South-Central | Patrick Costello          |         |                                   | Green Party                               |                                       | Unabhängiger                              | 20. Februar 2020  |
| Dublin South-Central | Aengus Ó Snodaigh         |         |                                   | Sinn Féin                                 | Sinn Féin                             | Sinn Féin                                 | 6. Juni 2002      |
| Dublin South-Central | Bríd Smith                |         |                                   | People Before Profit/Solidarity           | People Before Profit/Solidarity       | People Before Profit/Solidarity           | 10. März 2016     |
| Dublin South-West    | Colm Brophy               |         |                                   | Fine Gael                                 | Fine Gael                             | Fine Gael                                 | 10. März 2016     |
| Dublin South-West    | Seán Crowe                |         |                                   | Sinn Féin                                 | Sinn Féin                             | Sinn Féin                                 | 9. März 2011      |
| Dublin South-West    | Francis Noel Duffy        |         |                                   | Green Party                               | Green Party                           | Green Party                               | 20. Februar 2020  |
| Dublin South-West    | John Lahart               |         |                                   | Fianna Fáil                               | Fianna Fáil                           | Fianna Fáil                               | 10. März 2016     |
| Dublin South-West    | Paul Murphy               |         |                                   | People Before Profit/Solidarity           | People Before Profit/Solidarity       | People Before Profit/Solidarity           | 14. Oktober 2014  |
| Dublin West          | Jack Chambers             |         |                                   | Fianna Fáil                               | Fianna Fáil                           | Fianna Fáil                               | 10. März 2016     |
| Dublin West          | Paul Donnelly             |         |                                   | Sinn Féin                                 | Sinn Féin                             | Sinn Féin                                 | 20. Februar 2020  |
| Dublin West          | Roderic O’Gorman          |         |                                   | Green Party                               | Green Party                           | Green Party                               | 20. Februar 2020  |
| Dublin West          | Leo Varadkar              |         |                                   | Fine Gael                                 | Fine Gael                             | Fine Gael                                 | 14. Juni 2007     |
| Dún Laoghaire        | Richard Boyd Barrett      |         |                                   | People Before Profit/Solidarity           | People Before Profit/Solidarity       | People Before Profit/Solidarity           | 9. März 2011      |
| Dún Laoghaire        | Cormac Devlin             |         |                                   | Fianna Fáil                               | Fianna Fáil                           | Fianna Fáil                               | 20. Februar 2020  |
| Dún Laoghaire        | Jennifer Carroll MacNeill |         |                                   | Fine Gael                                 | Fine Gael                             | Fine Gael                                 | 20. Februar 2020  |
| Dún Laoghaire        | Ossian Smyth              |         |                                   | Green Party                               | Green Party                           | Green Party                               | 20. Februar 2020  |
| Galway East          | Seán Canney               |         |                                   | Unabhängiger (Regional Group)             | Unabhängiger (Regional Group)         | Unabhängiger (Regional Group)             | 10. März 2016     |
| Galway East          | Ciarán Cannon             |         |                                   | Fine Gael                                 | Fine Gael                             | Fine Gael                                 | 9. März 2011      |
| Galway East          | Anne Rabbitte             |         |                                   | Fianna Fáil                               | Fianna Fáil                           | Fianna Fáil                               | 10. März 2016     |
| Galway West          | Catherine Connolly        |         |                                   | Unabhängige (Independent Group)           | Unabhängige (Independent Group)       | Unabhängige (Independent Group)           | 10. März 2016     |
| Galway West          | Mairéad Farrell           |         |                                   | Sinn Féin                                 | Sinn Féin                             | Sinn Féin                                 | 20. Februar 2020  |
| Galway West          | Noel Grealish             |         |                                   | Unabhängiger (Regional Group)             | Unabhängiger (Regional Group)         | Unabhängiger (Regional Group)             | 6. Juni 2002      |
| Galway West          | Hildegarde Naughton       |         |                                   | Fine Gael                                 | Fine Gael                             | Fine Gael                                 | 10. März 2016     |
| Galway West          | Éamon Ó Cuív              |         |                                   | Fianna Fáil                               | Fianna Fáil                           | Fianna Fáil                               | 14. Dezember 1992 |
| Kerry                | Pa Daly                   |         |                                   | Sinn Féin                                 | Sinn Féin                             | Sinn Féin                                 | 20. Februar 2020  |
| Kerry                | Norma Foley               |         |                                   | Fianna Fáil                               | Fianna Fáil                           | Fianna Fáil                               | 20. Februar 2020  |
| Kerry                | Brendan Griffin           |         |                                   | Fine Gael                                 | Fine Gael                             | Fine Gael                                 | 9. März 2011      |
| Kerry                | Danny Healy-Rae           |         |                                   | Unabhängiger (Rural Group)                | Unabhängiger (Rural Group)            | Unabhängiger (Rural Group)                | 10. März 2016     |
| Kerry                | Michael Healy-Rae         |         |                                   | Unabhängiger (Rural Group)                | Unabhängiger (Rural Group)            | Unabhängiger (Rural Group)                | 9. März 2011      |
| Kildare North        | Réada Cronin              |         |                                   | Sinn Féin                                 | Sinn Féin                             | Sinn Féin                                 | 20. Februar 2020  |
| Kildare North        | Bernard Durkan            |         |                                   | Fine Gael                                 | Fine Gael                             | Fine Gael                                 | 14. Dezember 1982 |
| Kildare North        | James Lawless             |         |                                   | Fianna Fáil                               | Fianna Fáil                           | Fianna Fáil                               | 10. März 2016     |
| Kildare North        | Catherine Murphy          |         |                                   | Social Democrats                          | Social Democrats                      | Social Democrats                          | 9. März 2011      |
| Kildare South        | Cathal Berry              |         |                                   | Unabhängiger (Regional Group)             | Unabhängiger (Regional Group)         | Unabhängiger (Regional Group)             | 20. Februar 2020  |
| Kildare South        | Martin Heydon             |         |                                   | Fine Gael                                 | Fine Gael                             | Fine Gael                                 | 9. März 2011      |
| Kildare South        | Seán Ó Fearghaíl          |         |                                   | Fianna Fáil                               |                                       | Ceann Comhairle                           | 6. Juni 2002      |
| Kildare South        | Patricia Ryan             |         |                                   | Sinn Féin                                 |                                       | Unabhängige                               | 20. Februar 2020  |
| Laois–Offaly         | Barry Cowen               |         |                                   | Fianna Fáil                               |                                       | 2024 in das Europäische Parlament gewählt | 9. März 2011      |
| Laois–Offaly         | Charles Flanagan          |         |                                   | Fine Gael                                 | Fine Gael                             | Fine Gael                                 | 14. Juni 2007     |
| Laois–Offaly         | Seán Fleming              |         |                                   | Fianna Fáil                               | Fianna Fáil                           | Fianna Fáil                               | 26. Juni 1997     |
| Laois–Offaly         | Carol Nolan               |         |                                   | Unabhängige (Rural Group)                 | Unabhängige (Rural Group)             | Unabhängige (Rural Group)                 | 10. März 2016     |
| Laois–Offaly         | Brian Stanley             |         |                                   | Sinn Féin                                 |                                       | Unabhängiger                              | 9. März 2011      |
| Limerick City        | Brian Leddin              |         |                                   | Green Party                               | Green Party                           | Green Party                               | 20. Februar 2020  |
| Limerick City        | Willie O’Dea              |         |                                   | Fianna Fáil                               | Fianna Fáil                           | Fianna Fáil                               | 9. März 1982      |
| Limerick City        | Kieran O’Donnell          |         |                                   | Fine Gael                                 | Fine Gael                             | Fine Gael                                 | 20. Februar 2020  |
| Limerick City        | Maurice Quinlivan         |         |                                   | Sinn Féin                                 | Sinn Féin                             | Sinn Féin                                 | 10. März 2016     |
| Limerick County      | Niall Collins             |         |                                   | Fianna Fáil                               | Fianna Fáil                           | Fianna Fáil                               | 14. Juni 2007     |
| Limerick County      | Richard O’Donoghue        |         |                                   | Unabhängige (Rural Group)                 |                                       | Independent Ireland                       | 20. Februar 2020  |
| Limerick County      | Patrick O’Donovan         |         |                                   | Fine Gael                                 | Fine Gael                             | Fine Gael                                 | 9. März 2011      |
| Longford–Westmeath   | Peter Burke               |         |                                   | Fine Gael                                 | Fine Gael                             | Fine Gael                                 | 10. März 2016     |
| Longford–Westmeath   | Sorca Clarke              |         |                                   | Sinn Féin                                 | Sinn Féin                             | Sinn Féin                                 | 20. Februar 2020  |
| Longford–Westmeath   | Joe Flaherty              |         |                                   | Fianna Fáil                               | Fianna Fáil                           | Fianna Fáil                               | 20. Februar 2020  |
| Longford–Westmeath   | Robert Troy               |         |                                   | Fianna Fáil                               | Fianna Fáil                           | Fianna Fáil                               | 9. März 2011      |
| Louth                | Peter Fitzpatrick         |         |                                   | Unabhängiger (Regional Group)             | Unabhängiger (Regional Group)         | Unabhängiger (Regional Group)             | 9. März 2011      |
| Louth                | Imelda Munster            |         |                                   | Sinn Féin                                 | Sinn Féin                             | Sinn Féin                                 | 10. März 2016     |
| Louth                | Ged Nash                  |         |                                   | Labour                                    | Labour                                | Labour                                    | 20. Februar 2020  |
| Louth                | Fergus O’Dowd             |         |                                   | Fine Gael                                 | Fine Gael                             | Fine Gael                                 | 6. Juni 2002      |
| Louth                | Ruairí Ó Murchú           |         |                                   | Sinn Féin                                 | Sinn Féin                             | Sinn Féin                                 | 20. Februar 2020  |
| Mayo                 | Dara Calleary             |         |                                   | Fianna Fáil                               | Fianna Fáil                           | Fianna Fáil                               | 14. Juni 2007     |
| Mayo                 | Rose Conway-Walsh         |         |                                   | Sinn Féin                                 | Sinn Féin                             | Sinn Féin                                 | 20. Februar 2020  |
| Mayo                 | Alan Dillon               |         |                                   | Fine Gael                                 | Fine Gael                             | Fine Gael                                 | 20. Februar 2020  |
| Mayo                 | Michael Ring              |         |                                   | Fine Gael                                 | Fine Gael                             | Fine Gael                                 | 14. Juni 1994     |
| Meath East           | Thomas Byrne              |         |                                   | Fianna Fáil                               | Fianna Fáil                           | Fianna Fáil                               | 10. März 2016     |
| Meath East           | Helen McEntee             |         |                                   | Fine Gael                                 | Fine Gael                             | Fine Gael                                 | 16. April 2013    |
| Meath East           | Darren O’Rourke           |         |                                   | Sinn Féin                                 | Sinn Féin                             | Sinn Féin                                 | 20. Februar 2020  |
| Meath West           | Damien English            |         |                                   | Fine Gael                                 | Fine Gael                             | Fine Gael                                 | 6. Juni 2002      |
| Meath West           | Johnny Guirke             |         |                                   | Sinn Féin                                 | Sinn Féin                             | Sinn Féin                                 | 20. Februar 2020  |
| Meath West           | Peadar Tóibín             |         |                                   | Aontú (Regional Group)                    | Aontú (Regional Group)                | Aontú (Regional Group)                    | 9. März 2011      |
| Roscommon–Galway     | Michael Fitzmaurice       |         |                                   | Unabhängiger (Independent Group)          |                                       | Independent Ireland                       | 14. Oktober 2014  |
| Roscommon–Galway     | Claire Kerrane            |         |                                   | Sinn Féin                                 | Sinn Féin                             | Sinn Féin                                 | 20. Februar 2020  |
| Roscommon–Galway     | Denis Naughten            |         |                                   | Unabhängiger (Regional Group)             | Unabhängiger (Regional Group)         | Unabhängiger (Regional Group)             | 26. Juni 1997     |
| Sligo–Leitrim        | Frank Feighan             |         |                                   | Fine Gael                                 | Fine Gael                             | Fine Gael                                 | 20. Februar 2020  |
| Sligo–Leitrim        | Marian Harkin             |         |                                   | Unabhängige (Independent Group)           | Unabhängige (Independent Group)       | Unabhängige (Independent Group)           | 20. Februar 2020  |
| Sligo–Leitrim        | Martin Kenny              |         |                                   | Sinn Féin                                 | Sinn Féin                             | Sinn Féin                                 | 10. März 2016     |
| Sligo–Leitrim        | Marc MacSharry            |         |                                   | Fianna Fáil                               |                                       | Unabhängiger                              | 10. März 2016     |
| Tipperary            | Martin Browne             |         |                                   | Sinn Féin                                 | Sinn Féin                             | Sinn Féin                                 | 20. Februar 2020  |
| Tipperary            | Jackie Cahill             |         |                                   | Fianna Fáil                               | Fianna Fáil                           | Fianna Fáil                               | 10. März 2016     |
| Tipperary            | Alan Kelly                |         |                                   | Labour                                    | Labour                                | Labour                                    | 9. März 2011      |
| Tipperary            | Michael Lowry             |         |                                   | Unabhängiger (Regional Group)             | Unabhängiger (Regional Group)         | Unabhängiger (Regional Group)             | 10. März 1987     |
| Tipperary            | Mattie McGrath            |         |                                   | Unabhängiger (Rural Group)                | Unabhängiger (Rural Group)            | Unabhängiger (Rural Group)                | 14. Juni 2007     |
| Waterford            | Mary Butler               |         |                                   | Fianna Fáil                               | Fianna Fáil                           | Fianna Fáil                               | 10. März 2016     |
| Waterford            | David Cullinane           |         |                                   | Sinn Féin                                 | Sinn Féin                             | Sinn Féin                                 | 10. März 2016     |
| Waterford            | Marc Ó Cathasaigh         |         |                                   | Green Party                               | Green Party                           | Green Party                               | 20. Februar 2020  |
| Waterford            | Matt Shanahan             |         |                                   | Unabhängiger (Regional Group)             | Unabhängiger (Regional Group)         | Unabhängiger (Regional Group)             | 20. Februar 2020  |
| Wexford              | James Browne              |         |                                   | Fianna Fáil                               | Fianna Fáil                           | Fianna Fáil                               | 10. März 2016     |
| Wexford              | Brendan Howlin            |         |                                   | Labour                                    | Labour                                | Labour                                    | 10. März 1987     |
| Wexford              | Paul Kehoe                |         |                                   | Fine Gael                                 | Fine Gael                             | Fine Gael                                 | 6. Juni 2002      |
| Wexford              | Verona Murphy             |         |                                   | Unabhängige (Regional Group)              | Unabhängige (Regional Group)          | Unabhängige (Regional Group)              | 20. Februar 2020  |
| Wexford              | Johnny Mythen             |         |                                   | Sinn Féin                                 | Sinn Féin                             | Sinn Féin                                 | 20. Februar 2020  |
| Wicklow              | John Brady                |         |                                   | Sinn Féin                                 | Sinn Féin                             | Sinn Féin                                 | 10. März 2016     |
| Wicklow              | Stephen Donnelly          |         |                                   | Fianna Fáil                               | Fianna Fáil                           | Fianna Fáil                               | 9. März 2011      |
| Wicklow              | Simon Harris              |         |                                   | Fine Gael                                 | Fine Gael                             | Fine Gael                                 | 9. März 2011      |
| Wicklow              | Steven Matthews           |         |                                   | Green Party                               | Green Party                           | Green Party                               | 20. Februar 2020  |
| Wicklow              | Jennifer Whitmore         |         |                                   | Social Democrats                          | Social Democrats                      | Social Democrats                          | 20. Februar 2020  |